# Фіслісбах
Фіслісбах (нім. Fislisbach) — громада  в Швейцарії в кантоні Ааргау, округ Баден.

## Географія
Громада розташована на відстані близько 85 км на північний схід від Берна, 20 км на схід від Аарау.
Фіслісбах має площу 5,1 км², з яких на 25,4% дозволяється будівництво (житлове та будівництво доріг), 44,7% використовуються в сільськогосподарських цілях, 29,9% зайнято лісами, 0% не є продуктивними (річки, льодовики або гори).

## Демографія
2019 року в громаді мешкало 5552 особи (+5,8% порівняно з 2010 роком), іноземців було 25,7%. Густота населення становила 1099 осіб/км².
За віковим діапазоном населення розподілялося таким чином: 20,7% — особи молодші 20 років, 59% — особи у віці 20—64 років, 20,3% — особи у віці 65 років та старші. Було 2456 помешкань (у середньому 2,2 особи в помешканні).
Із загальної кількості 1362 працюючих 10 було зайнятих в первинному секторі, 325 — в обробній промисловості, 1027 — в галузі послуг.